# Virudhachalam
Virudhachalam é uma cidade e um município no distrito de Cuddalore, no estado indiano de Tamil Nadu.

## Demografia
Segundo o censo de 2001, Virudhachalam tinha uma população de 59,300 habitantes. Os indivíduos do sexo masculino constituem 51% da população e os do sexo feminino 49%. Virudhachalam tem uma taxa de literacia de 77%, superior à média nacional de 59.5%: a literacia no sexo masculino é de 83% e no sexo feminino é de 70%. Em Virudhachalam, 11% da população está abaixo dos 6 anos de idade.